# Platt skatt

Länderna utmärkta med mörkgrönt har platt skatt, de med ljusgrönt överväger att övergå till platt skatt, de med gulgrönt har haft platt skatt.

Platt skatt innebär att skatteuttaget är en viss procentsats av inkomsten och att denna inte varierar. Alternativen till platt skatt är progressiv skatt där procentsatsen ökar med ökande inkomst eller regressiv skatt där skattesatsen avtar för högre beskattningsbara inkomster. Ryssland och många länder i Östeuropa har platt skatt, eller åtminstone stora drag av platt skatt.

## Norden
I Sverige är skatten på inkomster av kapital platt med skattesatsen 30% medan inkomster av förvärvsarbete beskattas med en progressiv skatteskala. I andra ekonomier förekommer att inkomster är beskattningsbara upp till en viss nivå varefter de är skattefria eller beskattas med lägre skattesats. Progressiva eller regressiva skattesatser medför att marginalskatteeffekter uppstår. Island hade platt skatt före finanskrisen 2008, både för privatpersoner och företag. De flesta utvecklade ekonomier har dock kombinationer av platta skattesatser och progressivitet/regressivitet för olika former av inkomster och vid olika fiskala nivåer (exempelvis stat och stad). Ofta finns även grundavdrag och inkomster som helt undantas beskattning.